# Платинова блондинка
Платинова блондинка (англ. Platinum Blonde) — американська романтична комедія 1931 року з Джин Гарлоу, Робертом Вільямсом та Лореттою Янґ у головних ролях. Сценарій до фільму створив Джо Сверлінґ, режисер — Френк Капра.

## Сюжет
Стюарту «Стю» Сміту (Роберт Вільямс), талановитому репортеру у виданні Post, доручають отримати інформацію про останню витівку плейбоя Майкла Шулера (Дональд Діллевей).

## Ролі виконують
- Лоретта Янґ — Ґеллахер
- Роберт Вільямс — СтюСміт
- Джин Гарлоу — Енн Шулер
- Хеллівел Гоббс — Батлер
- Реджинальд Оуен — Ґрейсон
- Едмунд Бріз — Конрой — редактор
- Дональд Діллевей — Майкл Шулер
- Валтер Кетлетт — Бінджі
- Клод Аллістер — Довсон — камердинер
- Луїза Клоссер Хейл — місіс Шулер